# Râul Cartiu
Râul Cartiu este un curs de apă, afluent al râului Jiu. 